# Maicching Machiko-sensei
Maicching Machiko-sensei (まいっちんぐマチコ先生 - Maitchingu Machiko-sensei en Japón) es una serie japonesa de manga y anime, además de contar con una versión en imagen real, del género de la comedia, vida en el colegio y ecchi. En español, Maicching Machiko-sensei se traduciría por ¡Qué vergüenza, señorita Machiko! También se conoce por el título en inglés Maicching Machiko Teacher.
Es una comedia en la que la protagonista es la profesora Machiko-sensei, que lleva una mini falda, y a la que en ocasiones, de forma accidental o provocada por algunos alumnos, especialmente varones, es fácil ver su ropa interior (panchira), o encontrarla en situaciones accidentales desvestida. A pesar del comportamiento de sus alumnos tratando de descubrir su ropa interior o desnudarla, Machiko se suele comportar con mucha paciencia con ellos, y siempre tratando de ayudarles en sus problemas. 

## Manga
Su creador es Takeshi Ebihara, y consta de 8 volúmenes, que han salido entre 1980 y 1985 en Japón, publicado en la revista "Shonen Challenge" de Gakken. Se trata de un manga erótico juvenil.

## Anime
Consta de 95 capítulos. Salió en la televisión japonesa "TV Tokyo" entre 1981 y 1983, a través de "Studio Pierrot", y fue dirigido por Takeshi Ebihara. La serie de TV figura entre las 100 favoritas según las series más célebres para los japoneses, según una encuesta de la TV Asahi.

## Serie en imagen real
En el 2003 se comercializó en Japón una serie de 4 videos de Maicching Machiko Sensei en imagen real, a través de TMC (Total Media Corporation).
Además han salido dos películas en el 2004 y 2005.
Maicching Machiko Teacher es la primera, Haruka Nanami hace de señorita Machiko.
En el 2005 salió la segunda, Maicching Machiko Sensei Begins o Maicchingu Machiko! Biginzu en Japón, que no es secuela de la primera ya que la compañía de producción y todo el equipo técnico y artístico es completamente diferente. Ahora Sayaka Isoyama hace el papel de la señorita Machiko y la película fue dirigida por Kôsuke Suzuki.